# Backlash 2008
Backlash 2008 è stata la decima edizione dell'omonimo evento in pay-per-view prodotto dalla WWE. L'evento si è svolto il 27 aprile 2008 presso la 1st Mariner Arena di Baltimora.

## Storyline
A WrestleMania XXIV, Randy Orton difese con successo il WWE Championship in un triple threat match che comprendeva anche John Cena e Triple H. Nella puntata di Raw del 31 marzo, John "Bradshaw" Layfield interruppe la celebrazione di Orton per poi sfidarlo ad un incontro per il titolo; che fu poi reso ufficiale per Backlash. La settimana successiva, Triple H, dopo essersi lamentato con il general manager dello show, William Regal, ottenne un handicap match contro Orton e JBL per la sera stessa in cui se avesse vinto, sarebbe stato inserito nella contesa dell'evento; cosa che difatti successe, trasformando quindi l'incontro in un triple threat match. Nella puntata di Raw del 14 aprile, dopo aver trionfato in un handicap match contro Triple H e JBL, anche John Cena fu aggiunto all'incontro di Backlash, che diventò dunque un fatal 4-way elimination match con in palio il WWE Championship.
A WrestleMania XXIV, The Undertaker sconfisse Edge, conquistando così il World Heavyweight Championship per la seconda volta e portando la sua Streak sul 16-0. Nella puntata di SmackDown del 4 aprile, la General Manager Vickie Guerrero sancì dunque un rematch tra i due con in palio il titolo dei pesi massimi per Backlash.
Dopo aver sconfitto Ric Flair in un career threatening match a WrestleMania XXIV, costringendolo dunque al ritiro, Shawn Michaels ebbe un confronto verbale con Batista durante la puntata di SmackDown del 4 aprile, con quest'ultimo che lo definì "egoista" per quello che aveva fatto nei confronti di Flair (mentore di Batista ai tempi dell'Evolution). Dopo un ulteriore scontro verbale tra i due durante il talk-show Highlight Reel dell'Intercontinental Champion Chris Jericho, i general manager William Regal e Vickie Guerrero decisero di ufficializzare un match tra Michaels e Batista per Backlash. Nella puntata di Raw del 14 aprile, Regal nominò Jericho come arbitro speciale dell'incontro dell'evento dopo che quest'ultimo ebbe uno screzio con Michaels.
A WrestleMania XXIV, Kane batté il campione Chavo Guerrero in appena undici secondi, conquistando così l'ECW Championship per la prima volta. Nella puntata di SmackDown del 4 aprile, la general manager Vickie Guerrero annunciò un rematch tra i due con il titolo in palio per Backlash.
Nella puntata di SmackDown del 16 novembre 2007, lo United States Champion Montel Vontavious Porter attaccò brutalmente il suo compagno Matt Hardy, infortunandolo al ginocchio, dopo che persero il WWE Tag Team Championship a favore di John Morrison e The Miz. A WresteMania XXIV, Hardy tornò a sorpresa durante il money in the bank ladder match, colpendo MVP con una Twist of Fate dalla cima della scala e costandogli così la vittoria. Dopo che Hardy sconfisse MVP in un incontro senza il titolo in palio, fu sancito un match tra i due valevole per lo United States Championship a Backlash.
Nella puntata di SmackDown dell'11 aprile, Big Show interruppe una celebrazione indiana di The Great Khali, colpendolo poi con il KO Punch. Un match tra i due fu dunque annunciato per Backlash.
Per Backlash fu inoltre sancito che Beth Phoenix, Layla, Jillian Hall, Melina, Natalya e Victoria avrebbero affrontato Ashley, Cherry, Kelly Kelly, Maria, Michelle McCool e la Women's Champion Mickie James.

## Evento

### Match preliminari
L'opener dell'evento fu il match valevole per lo United States Championship tra il campione Montel Vontavious Porter e lo sfidante Matt Hardy. Dopo un batti e ribatti, Hardy provò un moonsault dalla terza corda, ma MVP alzò le ginocchia per contrastare la manovra aerea, prendendo le redini della contesa. Più avanti, MVP tentò il Playmaker, però Hardy rovesciò la mossa in un Side Effect e lo schienò, con il campione che si liberò tuttavia al conteggio di due. MVP cercò poi di eseguire un superplex dalla terza corda, ma Hardy si divincolò e lo schiantò al tappeto con un Side Effect dal paletto, che valse solamente un conto di due. Dopo essere stato colpito da quattro big boot, Hardy evitò un attacco in corsa all'angolo da parte di MVP e lo atterrò con la Twist of Fate, vincendo l'incontro per schienamento e conquistando così il titolo statunitense per la prima volta.
Il match successivo fu quello valevole per l'ECW Championship tra il campione Kane e lo sfidante Chavo Guerrero. Dopo un dominio iniziale, Kane subì l'offensiva di Guerrero, che lo attaccò ripetutamente al ginocchio dolorante anche grazie all'aiuto di Bam Neely, presente a bordo ring all'angolo di Guerrero. Dopo averlo colpito con un electric chair drop, Kane eseguì una sidewalk slam e una flying clothesline dal paletto ai danni di Guerrero, salvo poi subire una tornado ddt da parte di questi. Guerrero eseguì poi la Frog Splash su Kane ma, prima che potesse schienarlo, quest'ultimo lo afferrò all'improvviso alla gola e lo schiantò al tappeto con la Chokeslam. Kane vinse dunque l'incontro per schienamento e mantenne il titolo.
Nel terzo match Big Show affrontò The Great Khali. Dopo uno statico batti e ribatti, in cui entrambi si portarono in vantaggio l'un l'altro, Big Show eseguì una body slam su Khali, con quest'ultimo che si liberò dallo schienamento al conteggio di due. Khali tentò poi la Khali Bomb, ma Big Show contrattaccò la manovra e lo colpì con la Chokeslam, vincendo l'incontro per schienamento.
Il match seguente fu tra Batista e Shawn Michaels, con l'Intercontinental Champion Chris Jericho nel ruolo di arbitro speciale. Durante le fasi iniziali, Michaels applicò svariate prese di sottomissione per indebolire gli arti di Batista ed ovviare allo svantaggio fisico che aveva nei confronti di quest'ultimo. Più avanti, Batista riuscì a divincolarsi per poi schiantare Michaels al tappeto con un samoan drop prima e una powerslam dopo. Dopo aver contrattaccato un tentativo di Batista Bomb, Michaels rinchiuse Batista in una prolungata crossface, dalla quale si liberò dopo aver toccato le corde del ring, con Jericho che fu poi costretto ad interrompere la presa, pena la squalifica di Michaels. Dopo un batti e ribatti, Michaels eseguì un flying forearm smash ai danni di Batista, però questi lo atterrò poi con una spear, che valse solamente un conteggio di due. Pochi attimi dopo, Michaels colpì Batista con un diving elbow drop dalla terza corda e tentò l'esecuzione della Sweet Chin Music, che Batista rovesciò tuttavia in uno spinebuster. Dopo aver evitato la Batista Bomb, Michaels sembrò essersi infortunato al ginocchio sinistro, con Jericho che andò a sincerarsi delle sue condizioni. Dopo attimi di confusione, Michaels colpì all'improvviso Batista con la Sweet Chin Music e lo schienò per vincere l'incontro. 
Il quinto incontro dell'evento vide Ashley, Cherry, Kelly Kelly, Maria, Michelle McCool e la Women's Champion Mickie James contrapposte a Beth Phoenix, Jillian Hall, Layla, Melina, Natalya e Victoria in un six-on-six tag team match. Phoenix e McCool iniziarono la contesa, con quest'ultima che colpì la prima con un dropkick. Dopo un batti e ribatti tra tutte le partecipanti, Phoenix eseguì un fisherman suplex su Ashley e la schienò per vincere il match per la propria squadra. 

### Match principali
Poco dopo, andò in scena il match valevole per il World Heavyweight Championship tra il campione The Undertaker e lo sfidante Edge. Dopo un batti e ribatti iniziale, Undertaker eseguì il guillotine leg drop sull'apron ring ai danni di Edge, colpendolo poi con una bodyslam ed un altro leg drop sul quadrato, che valsero solamente un conteggio di due. Edge in seguito reagì e colpì Undertaker alla schiena con una spear, ottenendo un conto di due e arrecandoli parecchi danni all'addome. Dopo averlo colpito con diversi dropkick alla schiena, Edge applicò una camel clutch su Undertaker, con quest'ultimo che riuscì poi a liberarsi dalla presa. Dopo essersi colpiti a vicenda con un big boot, Undertaker tentò un flying elbow dalla terza corda, ma Edge schivò la manovra e lo atterrò con un russian leg sweep. Edge provò poi un attacco aereo dal paletto, però Undertaker lo afferrò all'improvviso alla gola e lo schiantò al tappeto con una chokeslam, ottenendo solo un conteggio di due poiché Edge mise un piede sulla corda del ring. Dopo un momento di distrazione da parte dell'arbitro, Curt Hawkins colpì Undertaker al volto con la cintura dei pesi massimi, permettendo così ad Edge di schienarlo, ma il conteggio si fermò sul due. Dopo aver contrattaccato un tentativo di spear con una ddt, Undertaker sventò un'ulteriore interferenza di Zack Ryder e tentò l'esecuzione della Last Ride, però Edge rovesciò la manovra in un roll-up. Sul conteggio di due, Undertaker riuscì tuttavia a ribaltare lo schienamento di Edge per poi rinchiuderlo nella Hell's Gate, forzandolo alla sottomissione per vincere l'incontro e mantenere il titolo.
Il main event fu il fatal 4-way elimination match valevole per il WWE Championship tra il campione Randy Orton, John "Bradshaw" Layfield, John Cena e Triple H. Dopo un batti e ribatti fra i quattro, Triple H e JBL iniziarono a combattere all'esterno del ring, mentre Cena colpì Orton con un diving leg drop dalla terza corda, per poi rinchiuderlo nella STFU. Dopo essersi liberato dalla presa, Orton venne colpito da un big boot di JBL, salvo poi riprendersi attaccando quest'ultimo con una clothesline. Dopo aver eseguito un suplex ai danni di Orton, Cena colpì Triple H con la protobomb, ma, poco dopo, questi reagì e lo atterrò con uno spinebuster. Dopo aver lanciato Triple H fuori dal quadrato, Cena schivò la Clothesline from Hell di JBL e lo colpì con la FU, per poi applicare su di lui la STFU, forzandolo alla sottomissione per eliminarlo dall'incontro. Subito dopo, Cena fu tuttavia sorpreso dal punt kick di Orton, che lo schienò per eliminare anch'egli dalla contesa. Triple H e Orton si scontrarono poi all'esterno del ring, con quest'ultimo che gettò il primo contro dei gradoni d'acciaio, per poi colpirlo con un suplex sul pavimento. Dopo aver subìto un inverted backbreaker, Triple H contrattaccò la RKO di Orton, lanciandolo sui gradoni con un back body drop. Rientrati sul ring, Triple H eseguì uno spinebuster su Orton, ma fu poi colpito all'improvviso dalla RKO di quest'ultimo, riuscendo a fermare tuttavia il conteggio sul due. Orton tentò nuovamente la manovra, però Triple H la rovesciò nel Pedigree, ottenendo così lo schienamento decisivo per vincere il match e conquistare il titolo per la settima volta. 

## Risultati
| #    | Incontri | Stipulazioni                                             | Durata |
| ---- | --- | -------------------------------------------------------- | ------ |
| Dark | John Morrison e The Miz hanno sconfitto Jimmy Wang Yang e Shannon Moore                                                                          | Tag team match                                           | —      |
| 1    | Matt Hardy ha sconfitto Montel Vontavious Porter (c)                                                                                             | Single match per il WWE United States Championship       | 11:24  |
| 2    | Kane (c) ha sconfitto Chavo Guerrero (con Bam Neely)                                                                                             | Single match per l'ECW Championship                      | 08:49  |
| 3    | Big Show ha sconfitto The Great Khali | Single match                                             | 08:05  |
| 4    | Shawn Michaels ha sconfitto Batista | Single match con Chris Jericho come arbitro speciale     | 15:00  |
| 5    | Beth Phoenix, Jillian Hall, Layla, Melina, Natalya e Victoria hanno sconfitto Ashley, Cherry, Kelly Kelly, Maria, Michelle McCool e Mickie James | Six-on-six tag team match                                | 06:31  |
| 6    | The Undertaker (c) ha sconfitto Edge per sottomissione                                                                                           | Single match per il World Heavyweight Championship       | 18:23  |
| 7    | Triple H ha sconfitto JBL, John Cena e Randy Orton (c)                                                                                           | Fatal four-way elimination match per il WWE Championship | 28:11  |